# Stefan Marčetić
Stefan Marčetić (ur. 2 grudnia 2006 w Prijedorze) – bośniacki piłkarz występujący na pozycji napastnika. Zawodnik klubu Borac Banja Luka, występujący równolegle w BSK Banja Luka. 

## Kariera
Marčetić to wychowanek FK Borac Banja Luka, w barwach którego rozgrywał spotkania m.in. w rozgrywkach Premijer Ligi dla grup wiekowych U-17 i U-19. 
W drużynie seniorów zadebiutował 11 marca 2023 podczas meczu z FK Tuzla City, zmieniając w 86 minucie Momčilo Mrkaicia. Razem z drużyną Boraca w sezonie 2023/24 zdobył mistrzostwo kraju oraz dotarł do finału rozgrywek pucharowych. 
W 3 października 2024 zadebiutował w europejskich pucharach podczas meczu z greckim Panathinaikosem w ramach Ligi Konferencji UEFA. 
Obecnie zawodnik rozgrywa spotkania w dwóch klubach - został on wypożyczony do BSK, innego klubu z Banja Luki, gdzie regularnie gra w rozgrywkach 1. ligi Republiki Serbskiej, jednakże w razie potrzeby jest również wystawiany w meczach swojego rodzimego klubu.

## Reprezentacja
Marčetić zadebiutował w reprezentacji Bośni i Hercegowiny U-17 w wieku zaledwie 15 lat, 6 miesięcy i 6 dni. Łącznie w 14 występach w tej kategorii zdobył 7 bramek. Piłkarz wystąpił także jednokrotnie w kategorii U-18, a obecnie gra dla drużyny U-19. 
6 września 2024 zadebiutował w reprezentacji U-21 podczas meczu z Austrią.  

## Sukcesy

### Borac Banja Luka
- Mistrzostwo Bośni i Hercegowiny
  - mistrz (1): 2023/2024